# Sporting Club Tulle Corrèze
Pour les articles homonymes, voir SCT.
Maillots
Actualités
Dernière mise à jour : 20 octobre 2021.
Le Sporting club Tulle Corrèze ou SC Tulle est un club français de rugby à XV, basé à Tulle, appartenant au comité du Limousin, dont l'équipe première évolue en Fédérale 1 pour la saison 2023-2024.

## Historique
Le club a été créé en 1904 soit 6 ans avant le CA Brive et 7 ans avant l'AS Montferrand.
Il a rapidement bénéficié de l’apport de jeunes méridionaux venus faire leur service militaire au 100e régiment d’infanterie stationné dans la ville. 

### La montée en première division
Tulle fait partie de la première division élargie à 96 clubs du Championnat en 1944.
L'année suivante, ne s'étant pas qualifié dans les 32 meilleurs clubs, il fait partie de second tableau du championnat de France regroupant des clubs de moindre importance.
Il remonte ensuite en première division où il joue entre 1948 et 1950 où il est alors relégué en deuxième division.
Le SCT remonte ensuite en première division en 1952.

#### Membre régulier de l'élite (1954-1969)
Le SCT se qualifie 16 fois consécutivement pour les phases finales du Championnat entre 1954 et 1969 devenant ainsi un des membres les plus réguliers de l’élite du rugby français.
Tulle dispute notamment 3 quarts de finale du championnat de France en 1956, 1962 et 1965.

#### Victoires en challenge de l’Espérance
Tulle remporte aussi le challenge de l’Espérance, compétition dont il est à l’origine en 1954 et en 1964.

#### Déclin et descente en première division groupe B (1974)
À partir de 1969, le club décline dans la hiérarchie nationale et finit par descendre en groupe B en 1974 alors que l’élite est réduite de 64 à 32 clubs.

#### Remontée en groupe A et court retour vers les sommets du championnat (1978-1980)
Après une remontée en 1975 et une redescente en 1976 (devancé d'un point par le Stade toulousain, le SC Tulle remonte en groupe A et dispute un dernier quart de finale de Championnat en 1980 perdue 22-19 après prolongations contre le voisin briviste pourtant battu à Tulle 18-6 en poule et chez qui Tulle avait obtenu le match nul 10-10 au match aller en début de saison.

#### Victoires en challenge de l’Espérance et coupe nationale
Tulle remporte aussi le challenge de l’Espérance en 1977, année où il retrouve l’élite et en 1980, ainsi que la coupe nationale en 1979 face au Boucau par 18 à 9.

#### Dernières saisons dans l’élite (1980-1986)
Les saisons suivantes, Tulle se qualifie encore pour les seizièmes de finale en 1981 et 1983 et pour les huitièmes de finale en 1984.
Ensuite, le club, avant-dernier de sa poule se sera pas qualifié en 1985 avant d’être relégué la saison suivante alors que l’élite a été réduite à 20 clubs pour préparer la coupe du monde.

#### Descente en groupe A2 puis en groupe B
Tulle joue ensuite en groupe A2 en 1987 puis de nouveau en élite élargie à 32 clubs en 1988 et enfin en groupe B entre 1990 et 1993.

#### Bilan
En tenant compte de ses années en groupe B (1973-1974, 1976-1977, 1989-1990 à 1992-1993), le SC Tulle aura passé 42 années consécutives en première division.

### Descente en deuxième division en 1993
Depuis sa descente en deuxième division en 1993, le club n'a jamais réussi à revenir au sommet du rugby français. Il évolue actuellement en Fédérale 2. 

#### Descente en Fédérale 3
Après plusieurs années passées en Fédérale 3 et sous l'impulsion d'anciens joueurs pro (Bonvoisin, Van Rensburg, Farfart, Harbut et Bonetti), le SCT accède à la division supérieure en 2010.

#### Remontée en Fédérale 2
Lors de la saison 2010-2011, le club s'adapte à cette nouvelle division et termine 7e de sa poule lui permettant de se maintenir.
Pour sa 2e saison en Fédérale 2, saison 2011-2012, le SC Tulle terminant 3e de sa poule, se qualifie pour les phases finales. Après avoir battu Céret (14-9 et 9-11) en 16e de finale, le club corrézien échoue pour la montée en Fédérale 1, battu en huitième de finale par le Stade Rodez Aveyron (15-12 et 0-6).

#### Remontée en Fédérale 1
Pour sa 3e saison en Fédérale 2, le club se renforce avec l'arrivée de plusieurs joueurs du CA Brive dont Leite, Domingo lui permettant, pour la saison 2012-2013, de terminer 1er de poule et de se qualifier pour les phases finales. Les victoires contre l'US Morlaàs (28-34 et 24-16) en 16e, puis contre le Cercle athlétique castelsarrasinois (32-26 et 24-11) en 8e de finale, lui permettent de retrouver la Fédérale 1 dès la reprise à l'automne 2013. Toutefois l'aventure en championnat de France se termine en 1/4 de finale contre le CAR Lormont (20-24).
Pour la saison 2013-2014 en Fédérale 1, Mosese Moala (CA Ribérac), Pagakalasio Tafili et David Payrat (EVMBO), Simon Azoulai, Mathias Fernandez et Jamie Noon (CA Brive), Anthony Demoulin  (AS Saint-Junien), Florian Bousquet et Clément Bourg (USA Limoges), Sébastien Delmond (US Objat) viennent renforcer le club. Sur les 11 joueurs, 9 sont recrutés pour dynamiser le pack,.

#### Retour en Fédérale 2
À l'issue de la saison 2016-2017 le SCT est relégué en Fédérale 2.
À l'issue de la saison 2017-2018, il termine 4e de la poule 8 et se qualifie pour les seizièmes de finale mais succombe contre l'US Nafarroa 29 à 52.
Pour les saisons 2018-2019 à 2021-2022, le SCT était engagé en Fédérale 2.

#### Retour en Fédérale 1
Tulle obtient son accession en fédérale 1 après une victoire en matchs aller-retour contre Balma en juin 2022
Tulle finit dernier de la poule pour la saison 2024-2025. Longtemps en championnat au milieu du XXe siècle, le SC Tulle tourne depuis une trentaine d'années en fédérale. ils ont gagné contre Union sportive issoirienne rugby, 33 à 23 mais et Relégué en Fédérale 2. La rétrogradation administrative du C' Chartres Rugby, après celle de Union sportive cognaçaise, rebat les cartes et ouvre une porte à un potentiel maintien du SC Tulle en Fédérale 1 avec un budget en baisse.

### Les internationaux du SC Tulle
Le club a fourni plusieurs joueurs au XV de France dont Michel Yachvili, père de Dimitri, international lui-même et ayant évolué en tant que demi de mêlée du Biarritz olympique et Jean-Pierre Fauvel.
Le SC Tulle est aussi à l’origine du challenge de l'Espérance, lancé en 1955[réf. nécessaire].

## Identité visuelle

### Logo

Évolution du logo
Ancien logo.
Logo actuel.

## Palmarès
- Coupe Nationale : 
  - Vainqueur (1) : 1979
- Championnat du Limousin : 
  - Vainqueur (1) : 1916
- Challenge de l'Espérance : 
  - Vainqueur (4) : 1954, 1964, 1977 et 1980
  - Finaliste (5) : 1956, 1968, 1976, 1978 et 1983
- Challenge de l'Amitié :
  - Finaliste (1) : 1994[5]

## Bilan par saison
| Saison    | Championnat | Nb équipe/poule | Division           | Classement | Phase finale    | Titres |
| --------- | ----------- | --------------- | ------------------ | ---------- | --------------- | ------ |
| 2024-2025 | Fédérale 1  | 12              | Cinquième division | 12e        | -               | -      |
| 2023-2024 | Fédérale 1  | 12              | Cinquième division | 11e        | -               | -      |
| 2022-2023 | Fédérale 1  | 12              | Cinquième division | 11e        | -               | -      |
| 2021-2022 | Fédérale 2  | 12              | Cinquième division | 4e         | 1/16e de finale | -      |
| 2020-2021 | Fédérale 2  | 12              | Cinquième division | 3e         | -               | -      |
| 2019-2020 | Fédérale 2  | 12              | Quatrième division | 5e         | -               | -      |
| 2018-2019 | Fédérale 2  | 12              | Quatrième division | 8e         | -               | -      |
| 2017-2018 | Fédérale 2  | 12              | Quatrième division | 4e         | 1/16e de finale | -      |
| 2016-2017 | Fédérale 1  | 10              | Troisième division | 10e        | -               | -      |
| 2015-2016 | Fédérale 1  | 10              | Troisième division | 7e         | -               | -      |
| 2014-2015 | Fédérale 1  | 10              | Troisième division | 7e         | -               | -      |
| 2013-2014 | Fédérale 1  | 10              | Troisième division | 7e         | -               | -      |
| 2012-2013 | Fédérale 2  | 10              | Quatrième division | 1er        | 1/4 de finale   | -      |
| 2011-2012 | Fédérale 2  | 10              | Quatrième division | 2e         | 1/8e de finale  | -      |
| 2010-2011 | Fédérale 2  | 10              | Quatrième division | 7e         | -               | -      |
| 2009-2010 | Fédérale 3  | 12              | Cinquième division | 1er        | 1/16e de finale | -      |
| 2008-2009 | Fédérale 3  | 12              | Cinquième division | 2e         | 1/16e de finale | -      |
| 2007-2008 | Fédérale 3  | 12              | Cinquième division | 6e         | -               | -      |

## Personnalités du club

### Présidents
- 2005-2021 :  Philippe Combe
- 2021-2023 :  Marc Lyssandre
- 2023- :  Philippe Combe

### Entraîneurs
- ? :  Roger Bastié
- Août 2008-septembre 2014 :  Stéphane Ferrière
- Sept. 2014-? :  Vincent Dessemond
- ? :  Robert Chassagnac
- 2017-2022 :  Fabien Domingo

### Joueurs emblématiques
- Jacques Arrizabalaga
- Daniel Athanaze
- Jacques Ayral
- Simon Azoulai
- Gérard Benech
- Jean-Claude Berejnoï
- Patrick Bergeal
- Claude Besson
- Iuri Natriashvili
- Patrick Blache
- Sébastien Bonetti
- Laurent Bonventre
- Jérôme Bonvoisin
- Jean-Marie Cadieu
- Pierre Capdevielle
- Marcel Casadéi
- Gérard Costes
- Aldo Danovaro
- Antonin Delque
- Fabien Domingo
- Jean-Pierre Fauvel
- Roger Fite
- Henri Garcia
- Luke Harbut
- Daniel Héricé
- Jean-Luc Lamothe
- Cédric Leite
- Jacques Leterre
- Gilles Lopez
- Michel Malafosse
- Yves Malmartel
- Marcel Marsaud
- Christian Martin
- Marcel Merckx
- Patrick Mermet
- Jamie Noon
- Jean Normand
- Didier Riom
- Mosese Moala
- Jean-Claude Rossignol
- Pierre Rossignol
- Jacques Rougerie
- Jean-Jacques Santos
- Henri Talamona
- Mirko Lozupone
- Charl van Rensburg
- Roland Vusec
- Michel Yachvili